# Kłopotnica (potok)
Kłopotnica – potok, lewobrzeżny dopływ Wisłoki o długości 14,83 km.
Potok płynie w Beskidzie Niskim i na Pogórzu Jasielskim. Jego źródła znajdują się na wysokości ok. 780 m n.p.m., w zaklęśnięciu północnych stoków Magury Wątkowskiej. Spływa początkowo w kierunku północnym, a następnie północno-wschodnim. W Foluszu przyjmuje swój pierwszy większy prawobrzeżny dopływ – potok Potasówkę z Huty Pielgrzymskiej, spod przełęczy Smyczka. Tu też opuszcza góry i dalej podąża przez połogie tereny Pogórza Jasielskiego, w tym przez Kłopotnicę (przysiółek Pielgrzymki). W Zawadce Osieckiej przyjmuje dopływy: z lewej potok Czerną z Dobryni, a tuż poniżej z prawej – duży potok o nazwie Pachniczka od Pielgrzymki, którego cieki źródłowe spływają ze stoków Góry Zamkowej (581 m n.p.m.), Smyczki (686 m n.p.m.) i Czerszli (611 m n.p.m.). Poniżej Osieka Jasielskiego, na wysokości ok. 255 m n.p.m. uchodzi do Wisłoki.
Odcinek Kłopotnicy powyżej Folusza płynie bystro w głębokiej, wąskiej i całkowicie zalesionej dolinie o dużym spadku. Natomiast poniżej tej wsi rzeczka płynie znacznie wolniej, meandruje wśród pól i pastwisk, jedynie wzdłuż jej koryta ciągnie się pas łęgów.